# عمر بالا محمد
عمر بالا محمد (بالإنجليزية: Umar Bala Mohammed) هو لاعب كرة قدم نيجيري، ولد في 7 مارس 1998 في كادونا في نيجيريا. لعب مع نادي سلوتسك.

## وصلات خارجية
- عمر بالا محمد على موقع Soccerway.com (الإنجليزية)